# Lucy Deslauriers
Lucy Deslauriers es una jinete estadounidense que compite en la modalidad de salto ecuestre. Ganó una medalla de bronce en los Juegos Panamericanos de 2019, en la prueba por equipos.

## Palmarés internacional
| Juegos Panamericanos | Juegos Panamericanos | Juegos Panamericanos | Juegos Panamericanos |
| Año                  | Lugar                | Medalla              | Categoría            |
| -------------------- | -------------------- | -------------------- | -------------------- |
| 2019                 | Lima (Perú)          | Medalla de bronce    | Por equipos          |